# Otto Witte (Pädagoge)
Otto Witte (* 14. August 1903 in Prisannewitz; † 26. März 1997 in Iserlohn) war ein deutscher Pädagoge und Lehrer.

## Leben
Nach einer Ausbildung zum Volksschullehrer in Tribsees studierte Witte von 1926 bis 1930 Geschichte, Anglistik, Psychologie sowie Philosophie in Jena und in Rostock. Er schloss seine Studien mit einer Promotion zum Dr. phil. ab. Als Lehrer arbeitete er an den Gymnasien in Bützow, Wismar und Schwerin. 1935 wurde er an der Rostocker Hochschule für Lehrerbildung (HfL) Dozent für Erziehungswissenschaft, z. B. über Nationalsozialistische Volks- und Jugenderziehung. Er leitete ab 1939 den ersten Staatlichen Aufbaulehrgang in Mecklenburg zum Erwerb einer Studienberechtigung an einer HfL. 1940 wurde Witte zur Wehrmacht eingezogen, 1945 geriet er in sowjetische Kriegsgefangenschaft, 1950 wurde er entlassen. Nach dem Krieg wurde er von 1950 bis 1968 Gymnasiallehrer in Iserlohn und hatte einen Lehrauftrag an der PH Dortmund. Er publizierte mehr als 100 Beiträge über die Geschichte Mecklenburgs und war Bundeskulturreferent der Landsmannschaft Mecklenburg. Für seine Verdienste um die Vertriebenen und Flüchtlinge in Westfalen ist ihm das Verdienstkreuz am Bande des Verdienstordens der Bundesrepublik Deutschland verliehen worden. Er war auch seit 1977 Inhaber des Mecklenburger Kulturpreises der Landsmannschaft Mecklenburg.

## Schriften (Auswahl)
- Untersuchungen über die Gebärdensprache: Beiträge zur Psychologie der Sprache. In: Zeitschrift für Psychologie. Bd. 116 (1930), S. 226–308 (Dissertation, Universität Rostock, 1930).
- Die Bedeutung des münsterschen Humanismus für die Entwicklung des Bildungswesens im Ostseeraum, besonders in Pommern. 1968.
- Historischer Atlas von Mecklenburg, begründet von Franz Engel. Karte 5: Karte der kirchlichen Gliederung Mecklenburgs und Erläuterungen zur Karte der kirchlichen Gliederung Mecklenburgs um 1500. Böhlau, Köln 1970.
- Mithrsg. der Schriftenreihe (mit Gerhard Böhmer): Mecklenburger Gedenktage, ab 1973.
- Mithrsg. der Schriftenreihe: Gedenktage des mitteldeutschen Raumes, ab 1976.
- Kurzer Abriss der mecklenburgischen Geschichte. Landsmannschaft Mecklenburg 1976.
- Fritz Reuter und seine westfälischen Freunde. In: Ulf Bichel, Friedrich Minssen, Helmut de Voss (Hrsg.): Vom Reichtum des Erzählens. Fritz Reuter, 1810–1874. Langen-Müller, München 1985. ISBN 3-7844-2074-5. S. 226–242.